# Drozdowo (Kowale Oleckie)
Drozdowo (deutsch Drosdowen, 1934–1945 Drosten) ist ein Ort in der polnischen Woiwodschaft Ermland-Masuren, der zur Landgemeinde Kowale Oleckie (Kowahlen, 1938–1945 Reimannswalde) im Powiat Olecki (Kreis Oletzko/Treuburg) gehört.

## Geographische Lage
Drozdowo liegt im Nordosten der Woiwodschaft Ermland-Masuren. Bis zur Woiwodschaftsgrenze zwischen Ermland-Masuren und Podlachien sind es 2, bis zur einstigen deutsch-polnischen Staatsgrenze 4 Kilometer. Die Kreisstadt Olecko (Marggrabowa, 1928–1945 Treuburg) liegt 14 Kilometer in südlicher Richtung.

## Geschichte
Das Gründungsjahr der einstigen Domäne Drosdowen ist 1553. Im Jahr 1874 wurde das Dorf in den neu errichteten Amtsbezirk Bialla (polnisch Biała Olecka) eingegliedert, der – nach 1900 in Amtsbezirk Billstein umbenannt – zum Kreis Oletzko (1933–1945 Landkreis Treuburg) im Regierungsbezirk Gumbinnen der preußischen Provinz Ostpreußen gehörte. Die Einwohnerzahl des Gutsbezirks Drosdowen belief sich im Jahre 1910 auf 124.
Aufgrund der Bestimmungen des Versailler Vertrags stimmte die Bevölkerung im Abstimmungsgebiet Allenstein, zu dem Drosdowen gehörte, am 11. Juli 1920 über die weitere staatliche Zugehörigkeit zu Ostpreußen (und damit zu Deutschland) oder den Anschluss an Polen ab. In Drosdowen stimmten 84 Einwohner für den Verbleib bei Ostpreußen, auf Polen entfiel keine Stimme.
Am 30. September 1928 gab Drosdowen seine Eigenständigkeit auf und schloss sich mit den Nachbarorten Buttken (polnisch Budki) und Salzwedel (polnisch Drozdówko) zur neuen Landgemeinde Buttken zusammen. Ab dem 23. Januar 1934 trug Drosdowen den Namen Drosten.
In Folge des Zweiten Weltkrieges kam der Ort 1945 mit dem gesamten südlichen Ostpreußen zu Polen und erhielt die polnische Namensform Drozdowo. Der Ort ist heute wieder eigenständig und Sitz eines Schulzenamtes (polnisch Sołectwo) innerhalb der Landgemeinde Kowale Oleckie im Powiat Olecki, bis 1998 der Woiwodschaft Suwałki, seither der Woiwodschaft Ermland-Masuren zugehörig.

## Religionen
Die Einwohner Drosdowens waren vor 1945 mehrheitlich evangelischer Konfession und in den Sprengel Mierunsken (1938–1945 Merunen, polnisch Mieruniszki) der Pfarrei Mierunsken/Merunen-Eichhorn (bis 1916 Szczecinken, polnisch Szczecinki) eingepfarrt. Sie gehörte zum Kirchenkreis Oletzko/Treuburg in der Kirchenprovinz Ostpreußen der Evangelischen Kirche der Altpreußischen Union. Heute sind die hier lebenden wenigen evangelischen Kirchenglieder der Pfarrei Suwałki zugeordnet, die zur Diözese Masuren der Evangelisch-Augsburgischen Kirche in Polen gehört und im nahegelegenen Gołdap (Goldap) eine Filialkirche betreut.
Waren die katholischen Kirchenglieder vor 1945 nach Marggrabowa (1928–1945 Treuburg, polnisch Olecko) im Bistum Ermland hin orientiert, so sind sie heute in die neu errichtete Pfarrei in Kowale Oleckie eingegliedert, die zu einem der beiden Dekanate in Olecko im Bistum Ełk der Katholischen Kirche in Polen gehört. In Drozdowo wurde eine Filialkirche der Pfarrei Kowale Oleckie errichtet.

## Verkehr
Drozdowo liegt verkehrsgünstig an der polnischen Woiwodschaftsstraße 652 (einstige deutsche Reichsstraße 137), die die beiden Woiwodschaften Ermland-Masuren und Podlachien verbindet und eine Brücke schlägt zwischen den beiden polnischen Nord-Süd-Achsen der Landesstraße DK 65 (frühere Reichsstraße 132) und der Landesstraße DK 8. In Drozdowo enden außerdem zwei Nebenstraßen: aus nördlicher Richtung von Kucze (Kutzen) über Drozdówko (Salzwedel) und aus südlicher Richtung von Lenarty (Lehnarten) über Budki (Buttken).
Bis 1945 war Drosdowen bzw. Drosten Bahnstation an der Bahnstrecke Treuburg–Garbassen der Treuburger Kleinbahnen. Sie wurde nach 1945 aufgegeben.

## Persönlichkeiten
- Gustav von Saltzwedel (* 28. April 1808 auf Gut Drosdowen; † 6. Juni 1897 auf Gut Pötschendorf, Landkreis Rastenburg, Ostpreußen), preußischer Verwaltungsbeamter, Regierungspräsident in Gumbinnen
- Wilhelm von Saltzwedel (* 16. April 1820 auf Gut Drosdowen; † 29. Juli 1882 in Danzig), Gutsbesitzer, Regierungspräsident in Danzig